# Room Service (album, Bryan Adams)
Room Service je desáté studiové album kanadského rockového hudebníka Bryana Adamse. Vydáno bylo 10. září 2004 prostřednictvím vydavatelství Polydor Records. Jedná se o první studiové album po šesti letech; deska On a Day Like Today vyšla v roce 1998. Přestože byla deska vydána v září roku 2004 ve Spojeném království a v Kanadě, trvalo celých sedm měsíců, než vyšla také ve Spojených státech amerických.

## Seznam skladeb
| Pořadí         | Název                                  | Autor              | Délka |
| -------------- | -------------------------------------- | ------------------ | ----- |
| 1.             | East Side Story                        | Peters, Chicane    | 3:22  |
| 2.             | This Side of Paradise                  | Peters             | 3:50  |
| 3.             | Not Romeo Not Juliet                   | Thornalley, Munday | 3:37  |
| 4.             | Flying                                 | Lange              | 4:04  |
| 5.             | She's a Little Too Good for Me         | Peters             | 2:37  |
| 6.             | Open Road                              | Kennedy            | 3:28  |
| 7.             | Room Service                           | Kennedy            | 2:53  |
| 8.             | I Was Only Dreamin'                    | Peters             | 2:30  |
| 9.             | Right Back Where I Started From        | Kennedy            | 3:41  |
| 10.            | Nowhere Fast                           | Peters, Ellofsson  | 3:48  |
| 11.            | Why Do You Have to Be So Hard to Love? | Peters             | 2:58  |
| 12.            | Blessing in Disguise                   | Peters             | 2:25  |
| Celková délka: | Celková délka:                         | Celková délka:     | 39:14 |

## Obsazení
- Bryan Adams – kytara, dobro, harmonika, piano, basová kytara
- Keith Scott – kytara
- Mickey Curry – bicí
- Norm Fisher – basová kytara
- Gary Breit – piano, varhany

Ostatní hudebníci
- Phil Thornalley – kytara, klávesy
- Yoad Nevo – perkuse, kytara
- Declan Masterson – irská píšťalka
- Maurice Seezer – akordeon, piano
- Gavin Greenway – strunné aranže
- Michael Kamen – strunné aranže, hoboj
- Ben Dobie, Avril Mackintosh, Olle Romo
- The Pointless Brothers – doprovodný zpěb

Technická podpora
- Bob Clearmountain – mixing
- Ben Dobie – technik
- Kirk McNally – technik